# 皱叶荚蒾
皱叶荚蒾（学名：Viburnum rhytidophyllum）是五福花科荚蒾属植物，为中国的特有植物。分布在中国陕西、贵州、湖北、四川等地，生长于海拔800米至2,400米的地区，多生长在山坡林下和灌丛中。在法国巴黎地区被当作庭院观赏植物栽培。

## 别名
枇杷叶荚蒾（中国高等植物图鉴）